# Akvædukt
En akvædukt er en bygning til transport af vand; også en bro, der leder vand over fx en dal. Ordet akvædukt kommer af det latinske aquaeductus (aqua = vand, ducere = lede). Den er ofte hævet over landskabet. Der findes store akvædukter, som kan besejles.

## Romerske akvædukter
Akvædukter findes mange steder i verden, og hovedstaden Tunis bruger stadig en gammel romersk akvædukt. Den længste af romernes akvædukter løb de 132 km fra Djebel Zaghouan i Tunesien til Karthago. Kölns vandforsyning blev ført i akvædukt de henved 100 km fra Nettersheim-området i Eifel. Det antikke Köln var sikret en daglig forsyning på ca 20.000 kubikmeter friskt kildevand = 200 l pr. sekund. Det meste er gået til byens badeanlæg og en del til at holde virksomheder og fontæner i gang. I vore dages Rom bruges kun Aqua Virgo, der leder frem til Trevi-fontænen.
Akvædukterne blev fortrinsvis brugt til at føre vand ind til byer fra kildespring eller søer i omegnen.

## Akvædukter i Danmark
En akvædukt fra 1950 leder Dalgaskanalen over Lustrup bæk ved landsbyen Skarrild.

En anden akvædukt ved Hollufgård nær Odense leder Hollufgård Møllebæks vand over Lindved Å.

Desuden er der ved Lindved Mølle syd for Odense Danmarks måske længste akvædukt, hvorom det i fredningsbeskrivelsen hedder, at "Tilløbet sker gennem en 2,5 kilometer lang kanal, som sine steder er bygget af tørvediger og ligger op til 3 meter over de omgivne landbrugsjorder. Andre steder er kanalen gravet ned i terrænet. Anlægget, som gennemstrømmes af Lindved Å, stammer fra 1600-tallet og er ganske imponerende". Kanalen eller akvædukten krydser undervejs vandløbet Volderslev-Lindved Afløbet.